# 孙青野
孙青野，又名孫文清（1965年—），河北石家庄市人，现任中央人民政府驻香港特别行政区维护国家安全公署副署长。曾任《中国青年报》国际部主任编辑，第十三届全国政协委员、港澳台侨委员会委员，国务院发展研究中心研究员。

## 生平
1965年，孫文清生於河北省石家莊市。1984年毕业于河北辛集中学96班。1988年毕业于河北大学，后赴日本创价大学留学，专攻日语。1993年进入《中国青年报》国际部。1994年曾於黑龙江记者站工作。1996年7月赴《中国青年报》社东京记者站，专门从事日本问题报道；2000年12月回国重返国际部。2002年考入中国现代国际关系研究院国际关系专业攻读博士课程。1993年合译日本《通商产业政策史》。
《环球时报》引述多个来源称，孙青野来自国家安全部。
2020年7月8日，駐港國家安全公署辦公室開幕啟用，孫青野首次亮相，並且在開幕儀式中與署長鄭雁雄等駐港國家安全公署主要官員合照。美國時間2021年1月15日因涉及削弱香港自治而被美國財政部列入制裁名單。